# ФК Кобленц
ТуШ Кобленц (на немски: Turn- und Spielvereinigung Koblenz 1911 e.V., Турн- унд Шпилферайнигунг Кобленц 1911) е германски футболен отбор от град Кобленц, провинция Райнланд-Пфалц, Германия. Произлиза от клуб, основан в квартала Нойендорф. Клубните цветове са синьо и черно, а мачовете си домакинства на Щадион Оберверт в едноименния квартал. През сезон 2009/10 Кобленц играе в германската Втора Бундеслига.